# Deux au carré
Pour plus de détails, voir Fiche technique et Distribution.
Deux au carré est un film franco-belge réalisé par Philippe Dajoux et sorti en 2015.

## Synopsis
Elise et William, qui tiennent un petit restaurant en province, décident d'aller passer un week-end dans un palace à Cannes. Durant le trajet ils rencontrent deux célébrités qui se rendent au même endroit.

## Fiche technique
- Réalisation : Philippe Dajoux
- Scénario :  Fanny Desmares, Charlie Dupont
- Photographie :
- Musique : Benjamin Violet
- Durée : 87 minutes
- Dates de sortie : 
  - Belgique : 30 septembre 2015
  - France : 15 juin 2016

## Distribution
- Olivier Sitruk : Thierry
- Élodie Frenck : Annabelle
- Charlie Dupont : William
- Tania Garbarski : Elise
- Arthur Jugnot : Fabien
- Michaël Mercier : Le Galeriste

## Critiques
Pour la journaliste Cécile Marx, « Deux au carré est un film drôle et poétique, où l'on sent de la part de ses créateurs une réelle sincérité. » Pour Le Figaro, c'est une « comédie très originale ».